# Etnosocjologia
Etnosocjologia – poddyscyplina antropologii kulturowej. Wykorzystuje metodę badań porównawczych, analizuje różne zjawiska, a także instytucje społeczne i organizacje społeczno-kulturowe związane z procesami etnicznymi. Analizuje także procesy zmiany społeczeństwa zachodzące w obrębie grup etnicznych.